# Ljustjärnen (Malå socken, Lappland, 723451-164071)
Ljustjärnen är en sjö i Malå kommun i Lappland och ingår i Skellefteälvens huvudavrinningsområde. Sjön har en area på 0,101 kvadratkilometer och ligger 339,2 meter över havet.

## Delavrinningsområde
Ljustjärnen ingår i det delavrinningsområde (723716-164145) som SMHI kallar för Utloppet av Stora Skäppträsket. Medelhöjden är 334 meter över havet och ytan är 38,43 kvadratkilometer. Räknas de 15 avrinningsområdena uppströms in blir den ackumulerade arean 311,3 kvadratkilometer. Skäppträskån som avvattnar avrinningsområdet har biflödesordning 3, vilket innebär att vattnet flödar genom totalt 3 vattendrag innan det når havet efter 141 kilometer. Avrinningsområdet består mestadels av skog (61 procent). Avrinningsområdet har 11,88 kvadratkilometer vattenytor vilket ger det en sjöprocent på 30,9 procent.